# نوروتمزیس

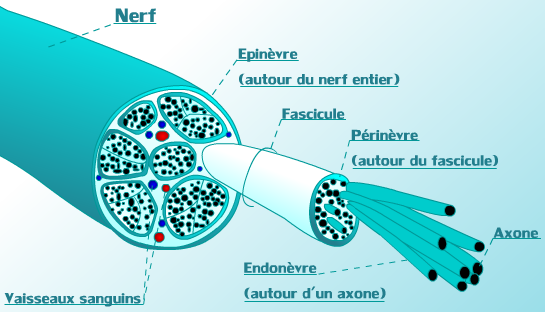
نمودار یک عصب قطع شده

نوروتمزیس (به انگلیسی: Neurotmesis) شدیدترین نوع آسیب یک عصب محیطی است که باعث فلج عضلات، فقدان حسی و اختلال عملکرد دستگاه عصبی خودکار می‌گردد. این نوع آسیب، یک قطع کامل یا گسیختگی کامل فیبر عصبی است. در نوروتمزیس علاوه بر آکسون‌ها، بافت همبند عصب محیطی نیز تخریب می‌گردد که ممکن است کامل یا ناقص باشد. بریدگی با یک شیء تیز می‌تواند منجربه نوروتمزیس گردد (مثلا پارگی عصب مدین یا رادیال). یک ضربه یا نیروی کششی شدید، از عوامل دیگر پارگی تنه یک عصب محیطی است. نوروتمزیس در تقسیم‌بندی سدن(Seddon) سومین درجه و بیشترین شدت آسیب عصب محیطی است. سدن در سال ۱۹۴۳، شدت ضایعه اعصاب محیطی را به سه درجه نوروپراکسی(Neuropraxia)، آکسونوتمزیس(Axonotmesis) و نوروتمزیس تقسیم کرده بود. در موارد نوروتمزیس، جهت برگشت عملکردهای از دست رفته مداخله جراحی لازم است.

## ویژگی‌های دیگر در نوروتمزیس
- از قسمت پایین تا ناحیه آسیب، فساد والرین ایجاد می‌گردد.
- اختلالات حسی و حرکتی شدید است.
- سه تا چهار روز پس از ضایعه، هدایت عصبی قسمت پایین (دیستال) تا ناحیه آسیب وجود ندارد.
- یافته‌های الکترومیوگرافی و سرعت هدایت عصبی[۲] همانند آکسونوتمزیس است؛ بنابراین الکترومیوگرافی، پتانسیل‌های فیبریلاسیون[۳] و امواج تیز مثبت[۴] را نشان می‌دهد.

## نوروتمزیس در طبقه‌بندی ساندرلند
جهت درک بهتر آسیب اعصاب محیطی، ساندرلند (در سال ۱۹۵۱)طبقه‌بندی سدن را گسترش داد. وی ضایعه عصب محیطی را بر اساس شدت به ۵ درجه تقسیم‌بندی کرده بود که نوع یک و دو همانند تقسم بندی سدن بود (یعنی نوروپراکسی و آکسونوتمزیس).
ساندرلند(Sunderland) نوروتمزیس را به سه گروه ذیل تقسیم کرد:
- آسیب درجه ۳:فیبرهای عصبی (آکسون و اندونوریوم)دچار پارگی می‌شوند، ولی پری نوریوم و اپی نوریوم سالم هستند.
- آسیب درجه ۴:از سه لایه اصلی بافت همبند عصب محیطی تنها اپی نوریوم سالم می‌ماند.
- آسیب درجه ۵:قطع کامل تنه یک عصب محیطی است.

در آسیب درجه ۳ ساندرلند، امکان ترمیم وجود دارد و درصورتی که پیش آگهی خوب نباشد، به عمل جراحی نیاز است (مثلا نورولیز). ضایعات درجه ۴ و ۵ ساندرلند به مداخله جراحی مناسب نیاز دارند.

## درمان
به طورکلی درمان نوروتمزیس شامل:
- جراحی
- فیزیوتراپی
- استفاده از وسایل کمکی همانند اسپلینت